# هشام فؤاد جريس
هشام فؤاد جريس رياضي مصري، بطل أفريقيا في رمي المطرقة ، 1982. وحصل على الميدالية البرونزيه في البطولة الافريقيه لرمي المطرقة عام 1979. وحصل مرتين على الميدالية الذهبية في رمي المطرقة، في بطولات شرق ووسط أفريقيا عامي 1981 و 1982.